# ريتشارد باول فاغنر
ريتشارد باول فاغنر (بالألمانية: Richard Paul Wagner)‏ هو مهندس ألماني، ولد في 25 أغسطس 1882 في برلين في ألمانيا، وتوفي في 14 فبراير 1953 في فلبورغ في ألمانيا.